# Codex Arundel
Pour les articles homonymes, voir Arundel.
Le Codex Arundel est un recueil de pages de notes écrites par Léonard de Vinci datant principalement de 1480 à 1518. Le codex contient un certain nombre de traités sur différents sujets, dont la mécanique et la géométrie.
Le nom du codex provient de Thomas Howard, 14e comte d'Arundel qui l'a acquis en Espagne, dans les années 1630. Il fait partie d'une collection de manuscrits acquise en 1831 par le British Museum.